# Pallavolo ai XXXII Giochi del Sud-est asiatico - Torneo femminile
Il torneo femminile di pallavolo ai XXXII Giochi del Sud-est asiatico si è svolto dal 9 al 14 maggio 2023 a Phnom Penh, in Cambogia, durante i XXXII Giochi del Sud-est asiatico: al torneo hanno partecipato otto squadre nazionali del Sud-est asiatico e la vittoria finale è andata per la sedicesima volta, la quattordicesima consecutiva, alla Thailandia.

## Impianti
|                                                                     |  |  |
|                                                                     |  |  |
| Complesso olimpico Città: Phnom Penh Capienza: - Anno d'apertura: - |  |  |

## Regolamento

### Formula
La formula ha previsto:
- Fase a gironi, disputata con girone all'italiana: le prime due classificate di ogni girone hanno acceduto alla fase finale per il primo posto, mentre le ultime due classificate hanno acceduto alla fase finale per il quinto posto.
- Fase finale, disputata con:
  - Fase finale per il primo posto, giocata con semifinali, finale per il terzo posto e finale.
  - Fase finale per il quinto posto, giocata con semifinali, finale per il settimo posto e finale per il quinto posto.

### Criteri di classifica
Se il risultato finale è stato di 3-0 o 3-1 sono stati assegnati 3 punti alla squadra vincente e 0 a quella sconfitta, se il risultato finale è stato di 3-2 sono stati assegnati 2 punti alla squadra vincente e 1 a quella sconfitta.
L'ordine del posizionamento in classifica è stato definito in base a:
- Numero di partite vinte;
- Punti;
- Ratio dei set vinti/persi;
- Ratio dei punti realizzati/subiti;
- Risultati degli scontri diretti.

## Squadre partecipanti
| Squadra    | Qualificazione      | Ultima partecipazione |
| ---------- | ------------------- | --------------------- |
| Birmania   | Wild card           | Kuala Lumpur 2017     |
| Cambogia   | Paese organizzatore | Debutto               |
| Filippine  | Wild card           | Quang Ninh 2021       |
| Indonesia  | Wild card           | Quang Ninh 2021       |
| Malaysia   | Wild card           | Quang Ninh 2021       |
| Singapore  | Wild card           | Singapore 2015        |
| Thailandia | Wild card           | Quang Ninh 2021       |
| Vietnam    | Wild card           | Quang Ninh 2021       |

## Torneo

### Fase a gironi
| Girone A   | Girone B  |
| ---------- | --------- |
| Birmania   | Cambogia  |
| Indonesia  | Filippine |
| Malaysia   | Singapore |
| Thailandia | Vietnam   |

#### Girone A

##### Risultati
| 9 maggio 2023 Complesso olimpico, Phnom Penh Durata: ? - Spettatori: ?  | Malaysia   | 3 - 0 | Birmania   | 25-14, 25-16, 25-13 |
| 9 maggio 2023 Complesso olimpico, Phnom Penh Durata: ? - Spettatori: ?  | Indonesia  | 0 - 3 | Thailandia | 16-25, 16-25, 16-25 |
| 10 maggio 2023 Complesso olimpico, Phnom Penh Durata: ? - Spettatori: ? | Malaysia   | 0 - 3 | Indonesia  | 12-25, 9-25, 12-25  |
| 10 maggio 2023 Complesso olimpico, Phnom Penh Durata: ? - Spettatori: ? | Birmania   | 0 - 3 | Thailandia | 8-25, 8-25, 6-25    |
| 11 maggio 2023 Complesso olimpico, Phnom Penh Durata: ? - Spettatori: ? | Indonesia  | 3 - 0 | Birmania   | 25-9, 25-9, 25-15   |
| 11 maggio 2023 Complesso olimpico, Phnom Penh Durata: ? - Spettatori: ? | Thailandia | 3 - 0 | Malaysia   | 25-12, 25-14, 25-15 |

##### Classifica
| Pos. | Squadra    | Pt | G | V | P | SV | SP | Ratio | PF  | PS  | Ratio |
| ---- | ---------- | -- | - | - | - | -- | -- | ----- | --- | --- | ----- |
| 1.   | Thailandia | 9  | 3 | 3 | 0 | 9  | 0  | MAX   | 225 | 111 | 2,027 |
| 2.   | Indonesia  | 6  | 3 | 2 | 1 | 6  | 3  | 2,000 | 198 | 141 | 1,404 |
| 3.   | Malaysia   | 3  | 3 | 1 | 2 | 3  | 6  | 0,500 | 149 | 193 | 0,772 |
| 4.   | Birmania   | 0  | 3 | 0 | 3 | 0  | 9  | 0,000 | 98  | 225 | 0,435 |

      Qualificata alle semifinali per il primo posto.
      Qualificata alle semifinali per il quinto posto.

#### Girone B

##### Risultati
| 9 maggio 2023 Complesso olimpico, Phnom Penh Durata: ? - Spettatori: ?  | Vietnam   | 3 - 0 | Singapore | 25-13, 25-8, 25-7   |
| 9 maggio 2023 Complesso olimpico, Phnom Penh Durata: ? - Spettatori: ?  | Filippine | 3 - 0 | Cambogia  | 25-5, 25-5, 25-5    |
| 10 maggio 2023 Complesso olimpico, Phnom Penh Durata: ? - Spettatori: ? | Filippine | 0 - 3 | Vietnam   | 20-25, 17-25, 19-25 |
| 10 maggio 2023 Complesso olimpico, Phnom Penh Durata: ? - Spettatori: ? | Cambogia  | 0 - 3 | Singapore | 15-25, 3-25, 10-25  |
| 11 maggio 2023 Complesso olimpico, Phnom Penh Durata: ? - Spettatori: ? | Singapore | 0 - 3 | Filippine | 17-25, 14-25, 13-25 |
| 11 maggio 2023 Complesso olimpico, Phnom Penh Durata: ? - Spettatori: ? | Vietnam   | 3 - 0 | Cambogia  | 25-7, 25-7, 25-5    |

##### Classifica
| Pos. | Squadra   | Pt | G | V | P | SV | SP | Ratio | PF  | PS  | Ratio |
| ---- | --------- | -- | - | - | - | -- | -- | ----- | --- | --- | ----- |
| 1.   | Vietnam   | 9  | 3 | 3 | 0 | 9  | 0  | MAX   | 225 | 103 | 2,184 |
| 2.   | Filippine | 6  | 3 | 2 | 1 | 6  | 3  | 2,000 | 206 | 134 | 1,537 |
| 3.   | Singapore | 3  | 3 | 1 | 2 | 3  | 6  | 0,500 | 147 | 178 | 0,825 |
| 4.   | Cambogia  | 0  | 3 | 0 | 3 | 0  | 9  | 0,000 | 62  | 225 | 0,275 |

      Qualificata alle semifinali per il primo posto.
      Qualificata alle semifinali per il quinto posto.

### Fase finale

#### Finali 1º e 3º posto
|  | Semifinali | Semifinali | Semifinali |         |    | Finale          | Finale          | Finale          |  |
|  |            |            |            |         |    |                 |                 |                 |  |
|  | 1A         | Thailandia | 3          |         |    |                 |                 |                 |  |
|  | 1A         | Thailandia | 3          |         |    |                 |                 |                 |  |
|  | 2B         | Filippine  | 0          |         |    |                 |                 |                 |  |
|  | 2B         | Filippine  | 0          |         | 1A | Thailandia      | 3               |                 |  |
|  |            |            |            |         | 1A | Thailandia      | 3               |                 |  |
|  |            |            | 1B         | Vietnam | 1  |                 |                 |                 |  |
|  | 1B         | Vietnam    | 1B         | Vietnam | 1  | 3               |                 |                 |  |
|  | 1B         | Vietnam    |            |         |    | 3               |                 |                 |  |
|  | 2A         | Indonesia  | 2          |         |    | Finale 3º posto | Finale 3º posto | Finale 3º posto |  |
|  | 2A         | Indonesia  | 2          |         |    |                 |                 |                 |  |
|  |            |            |            |         |    |                 |                 |                 |  |
|  |            |            |            |         |    | 2B              | Filippine       | 1               |  |
|  |            |            |            |         |    | 2B              | Filippine       | 1               |  |
|  |            |            |            |         |    | 2A              | Indonesia       | 3               |  |

##### Semifinali
| 13 maggio 2023 Complesso olimpico, Phnom Penh Durata: ? - Spettatori: ? | Thailandia | 3 - 0 | Filippine | 25-22, 25-9, 25-12                |
| 13 maggio 2023 Complesso olimpico, Phnom Penh Durata: ? - Spettatori: ? | Vietnam    | 3 - 2 | Indonesia | 21-25, 25-15, 16-25, 25-22, 15-12 |

##### Finale 3º posto
| 14 maggio 2023 Complesso olimpico, Phnom Penh Durata: ? - Spettatori: ? | Filippine | 1 - 3 | Indonesia | 20-25, 25-22, 22-25, 23-25 |

##### Finale
| 14 maggio 2023 Complesso olimpico, Phnom Penh Durata: ? - Spettatori: ? | Thailandia | 3 - 1 | Vietnam | 25-17, 21-25, 32-30, 25-21 |

#### Finali 5º e 7º posto
|  | Semifinali | Semifinali | Semifinali |           |    | Finale 5º posto | Finale 5º posto | Finale 5º posto |  |
|  |            |            |            |           |    |                 |                 |                 |  |
|  | 3A         | Malaysia   | 3          |           |    |                 |                 |                 |  |
|  | 3A         | Malaysia   | 3          |           |    |                 |                 |                 |  |
|  | 4B         | Cambogia   | 0          |           |    |                 |                 |                 |  |
|  | 4B         | Cambogia   | 0          |           | 3A | Malaysia        | 2               |                 |  |
|  |            |            |            |           | 3A | Malaysia        | 2               |                 |  |
|  |            |            | 3B         | Singapore | 3  |                 |                 |                 |  |
|  | 3B         | Singapore  | 3B         | Singapore | 3  | 3               |                 |                 |  |
|  | 3B         | Singapore  |            |           |    | 3               |                 |                 |  |
|  | 4A         | Birmania   | 2          |           |    | Finale 7º posto | Finale 7º posto | Finale 7º posto |  |
|  | 4A         | Birmania   | 2          |           |    |                 |                 |                 |  |
|  |            |            |            |           |    |                 |                 |                 |  |
|  |            |            |            |           |    | 4B              | Cambogia        | 0               |  |
|  |            |            |            |           |    | 4B              | Cambogia        | 0               |  |
|  |            |            |            |           |    | 4A              | Birmania        | 3               |  |

##### Semifinali
| 13 maggio 2023 Complesso olimpico, Phnom Penh Durata: ? - Spettatori: ? | Malaysia  | 3 - 0 | Cambogia | 25-0, 25-0, 25-0                  |
| 13 maggio 2023 Complesso olimpico, Phnom Penh Durata: ? - Spettatori: ? | Singapore | 3 - 2 | Birmania | 25-20, 23-25, 22-25, 25-21, 15-10 |

##### Finale 7º posto
| 14 maggio 2023 Complesso olimpico, Phnom Penh Durata: ? - Spettatori: ? | Cambogia | 0 - 3 | Birmania | 0-25, 0-25, 0-25 |

##### Finale 5º posto
| 14 maggio 2023 Complesso olimpico, Phnom Penh Durata: ? - Spettatori: ? | Malaysia | 2 - 3 | Singapore | 25-21, 25-17, 20-25, 25-27, 11-15 |

## Classifica finale
| Pos | Squadra    | Rosa |
| --- | ---------- | --- |
|     | Thailandia | Formazione: 2 Pannoy, 5 Nuekjang, 6 Seetaloed, 8 Nuanjam, 11 Pinsuwan, 12 Bamrungsuk, 15 Phomla, 16 Kokram, 18 Kongyot, 19 Moksri, 20 Pairoj, 21 Sooksod, 23 Manakij, 29 Thanapan, CT: Sriwatcharamethakul              |
|     | Vietnam    | Formazione: Thị Thanh Liên, Thị Thanh Thúy, Thị Nguyệt Anh, Thị Bích Thủy, Thị Kiều Trinh, Khánh Đang, Thị Kim Thoa, Thị Trinh, Thị Như Quỳnh, Thị Xuân, Thị Lâm Oanh, Tú Linh, Thị Luyến, Thị Trà Giang, CT: Tuấn Kiệt |
|     | Indonesia  | Formazione: 1 Indahyani, 2 Wulandari, 3 Pertiwi, 4 Amelian, 7 Salsabila, 9 Budiarti, 10 Wulandhari, 11 Mauludina, 17 Nurfadhilah, 19 Putri, 21 Nurfadilla, 24 Yoku, CT: Suseno                                          |
| 4.  | Filippine  | Formazione: Troncoso, Valdez, Gumabao, Paat, Pineda, Tolentino, Atienza, Morado, Palomata, Domingo, Carlos, Nunag, Galanza, Cayuna, CT: Edson                                                                           |
| 5.  | Singapore  | Formazione: Schmidt, Ying, Teng, C. Yi, Qi, Jie, Shan, Ting, J. Yi, Yin, Ning, Tian, Rui, Azni, CT: Phoseeta |
| 6.  | Malaysia   | Formazione: Lee W., Tie, Lum, Moh, Yong X., Lee J., Low, Tang, Ling, Yong J., Siah, Lim, Goh, CT: Liu |
| 7.  | Birmania   | Formazione: Hlaing, S. Thae, Phaw, Yu, Win, W. Thae, Kyu, Htet, Htwe, Moe, Aung, San, CT: - |
| 8.  | Cambogia   | Formazione: Moeurn, Vann, Horm, Uy, Rorun, Neth, Chhorurn, Chhun, Phay, Chhoeurn, Vi, Kim, An, Soeu, CT: - |